# 山内佐太郎
山内 佐太郎（やまうち さたろう、1874年7月4日‐1945年11月1日）は、明治時代から昭和時代前期の教育者。従五位勲六等。兵庫県出身。

## 人物
1874年（明治7年）の生まれ。兵庫師範学校（後の神戸大学発達科学部）及び東京高等師範学校研究科（後の筑波大学大学院）を卒業。旧制宮津中学、旧制佐倉中学、旧制関西中学、旧制明石中学などの校長を歴任した。著書に「国民教育之精神」「米国教育概観」など。
旧制明石中学の校長時代には、当時まだおよその位置でしか分からなかった子午線について、天文学的に観測し正確に測定することを提唱した。そして京都大学の野満隆治博士に委嘱され測量され、その結果、子午線が通過する市町村は沢山あるなか、明石が「子午線のまち」と呼ばれることになった。
1930年（昭和5年）に関西中学校の出身で在米飛行家の東善作がロサンゼルスから東京までの三大陸横断飛行を成功させた際には「私がこれまで中学卒業証書を渡した者は千六百余名に達しているが、東君の如きはまことに日本男子中の男子である」と大いに感激している。

## 主な著書
- 『国民教育之精神』弘道館，大正４(1915) 国会図書館近代デジタルライブラリーで閲覧
- 『活教育』関西中学校，大正５(1916) 国会図書館近代デジタルライブラリーで閲覧
- 『米国教育概観』　弘道館，大正６ (1917) 国会図書館近代デジタルライブラリーで閲覧
- 『教育勅語五十周年記念　國士魂教育』
- 『満州建国十周年　慶典に参列して』